# Pont de Camas
Pour les articles homonymes, voir Camas (homonymie).
Le pont de Camas, appelé également pont de la Demoiselle (en espagnol Puente de la Señorita) est un pont de Séville (Andalousie, Espagne).

## Situation
En partant du nord de la ville, il est le troisième pont à enjamber le Guadalquivir qui longe Séville par l'ouest. Il relie le quartier de La Cartuja (à l'est) et le sud de la commune de Camas (à l'ouest). Il est, avec le pont de San Juan situé plus en aval, un des deux ponts permettant aux cyclistes de joindre Séville et la région d'El Aljarafe et le seul accessible aux piétons.